# Pont de Montvert-Sud Mont Lozère
Pont de Montvert-Sud Mont Lozère – gmina we Francji, w regionie Oksytania, w departamencie Lozère. W 2013 roku liczba ludności na terenie obecnej gminy wynosiła 591 mieszkańców. Na terenie gminy, na stokach masywu Mont Lozère, swoje źródła ma rzeka Tarn. 
Gmina została utworzona 1 stycznia 2016 roku z połączenia trzech wcześniejszych gmin: Fraissinet-de-Lozère, Le Pont-de-Montvert oraz Saint-Maurice-de-Ventalon. Siedzibą gminy została miejscowość Le Pont-de-Montvert.